# Kristína Peláková

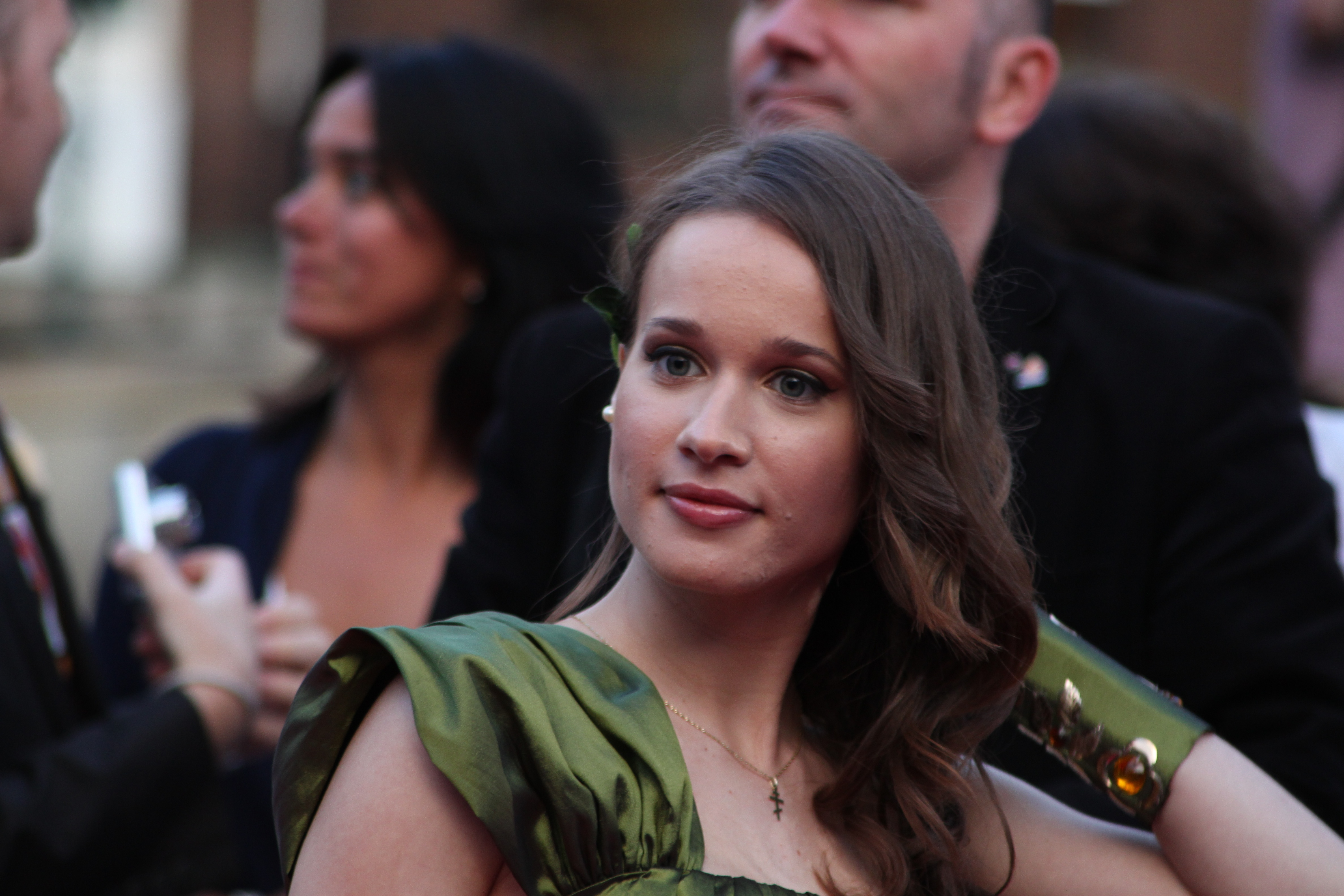
Kristína in Oslo (2010)

Kristína Peláková (Svidník, 20 augustus 1987) is een Slowaaks zangeres.
Ze vertegenwoordigde haar land op het Eurovisiesongfestival 2010 in de Noorse hoofdstad Oslo met het Slowaakstalige Horehronie, genoemd naar de gelijknamige Slowaakse regio. Hoewel Peláková voorafgaand aan het festival door velen gezien werd als een van de kanshebbers voor de eindoverwinning, strandde ze in de halve finale op de 16de (voorlaatste) plaats. Ze kreeg slechts 24 punten; alleen Letland kreeg nog minder punten.

## Singles
| Jaar | Single                                 | Hoogste positie | Hoogste positie | Hoogste positie | Hoogste positie | Hoogste positie | Album                          |
| Jaar | Single                                 | CZ              | CZ              | SK              | SK              | PL              | Album                          |
| Jaar | Single                                 | 50              | 100             | 50              | 100             | 40              | Album                          |
| ---- | -------------------------------------- | --------------- | --------------- | --------------- | --------------- | --------------- | ------------------------------ |
| 2007 | "Som tvoja" (with Opak)                | —               | —               | 13              | 34              | —               | ....ešte váham                 |
| 2008 | "Vráť mi tie hviezdy"                  | —               | —               | 4               | 6               | —               | ....ešte váham                 |
| 2008 | "Zmrzlina" (with Victoria)             | —               | —               | 6               | 36              | —               | ....ešte váham                 |
| 2008 | "Ešte váham"                           | —               | —               | 5               | 6               | —               | ....ešte váham                 |
| 2009 | "Stonka"                               | 5               | 28              | 1               | 4               | —               | V sieti ťa mám                 |
| 2010 | "Horehronie"                           | 2               | 33              | 1               | 1               | —               | V sieti ťa mám                 |
| 2010 | "Tak si pustím svoj song"              | —               | —               | 4               | 27              | —               | V sieti ťa mám                 |
| 2010 | "V sieti ťa mám"                       | 19              | —               | 1               | 1               | —               | V sieti ťa mám                 |
| 2010 | "Vianočná nálada"                      | 43              | —               | 1               | 10              | —               | V sieti ťa mám                 |
| 2011 | "Pri oltári"                           | 7               | 30              | 1               | 10              | —               | V sieti ťa mám                 |
| 2011 | "Life is a Game"                       | —               | —               | 2               | 13              | —               | -                              |
| 2011 | "Tajná láska"                          | —               | —               | 10              | 63              | —               | V sieti ťa mám                 |
| 2012 | "Jabĺčko"                              | 6               | 24              | 13              | —               | —               | Na slnečnej strane sveta       |
| 2012 | "Viem lebo viem"                       | —               | —               | 4               | 7               |                 | Na slnečnej strane sveta       |
| 2013 | "Život je vždy fajn"                   | 20              | 94              | 6               | 68              | —               | Tie Naj                        |
| 2013 | "Rozchodovy´ Reggaeton"                | 16              | 68              | 12              | 100             | —               | Tie Naj                        |
| 2014 | "Navždy"                               | —               | —               | 8               | 69              | 12              | Tie Naj                        |
| 2014 | "Ta ne"                                | —               | —               | 4               | 32              | 3               | Tie Naj                        |
| 2015 | "Number one"                           | —               | —               | 8               | 52              | 7               | Theme from Život je život      |
| 2015 | "Na vysokej skale" (met Robo Grigorov) | —               | —               | 9               | 54              | —               | -                              |
| 2015 | "Na Bieleho Kona"                      | —               | —               | 7               | 47              | —               | Theme from Johankino Tajomstvo |
| 2016 | "Si pre mňa best"                      | —               | —               | 5               | 43              | —               | -                              |

- International Standard Name Identifier: 0000 0001 1546 7971
- MusicBrainz: a7103e3e-29a0-4fd0-8825-d2a067e94647
- Nationale Bibliotheek van Tsjechië: xx0132883
- Virtual International Authority File: 168622693

1994: Martin Ďurinda & Tublatanka · 
1996: Marcel Palonder · 
1998: Katarína Hasprová · 
2009: Kamil Mikulčík & Nela Pocisková · 
2010: Kristína Peláková · 
2011: TWiiNS · 
2012: Max Jason Mai